# Voici les clés
Singles de Gérard Lenorman
Gentil dauphin triste
(1976) Sous d'autres latitudes
(1977)
Pistes de Drôles de chansons
Gentil dauphin triste
(5) Invitation à la mort
(7)
Voici les clés est une chanson interprétée par Gérard Lenorman, parue sur son cinquième album Drôles de chansons. Elle est sortie en novembre 1976 comme troisième 45 tours extrait de l'album.
La chanson atteint notamment la première place des hit-parades en France et en Belgique francophone ainsi que le top 5 aux Pays-Bas et en Belgique néerlandophone.

## Genèse
Voici les clés est une adaptation traduite de la chanson Nel cuore nei sensi, succès italien du groupe Albatros (Cutugno-Pallavicini) sorti la même année.

## Réception
Le titre est sorti en 45 tours avec en face B Comme une chanson bizarre et sort sur l'album 33 tours Drôles de chansons à la fin de l'année 1976. Le titre apparaît aussi en face B du 45 tours en 1980 qui met en valeur La Ballade des gens heureux.
Début 1977, pendant deux semaines, le titre se classe numéro un des ventes en France.

## Liste des titres
| 1. | Voici les clés            | Pierre Delanoë, Vito Pallavicini | Toto Cutugno    | 3:45 |
| 2. | Comme une chanson bizarre | Nicolas Peyrac                   | Gérard Lenorman | 5:45 |

| 1. | Voici les clés              | Pierre Delanoë, Vito Pallavicini | Toto Cutugno    | 3:45 |
| 2. | La Ballade des gens heureux | Pierre Delanoë                   | Gérard Lenorman | 3:16 |
| 3. | Gentil dauphin triste       | Pierre Delanoë                   | Gérard Lenorman | 3:45 |
| 4. | Michèle                     | Didier Barbelivien               | Michel Cywie    | 3:08 |

| 1. | La Ballade des gens heureux | Pierre Delanoë                   | Gérard Lenorman | 3:16 |
| 2. | Voici les clés              | Pierre Delanoë, Vito Pallavicini | Toto Cutugno    | 3:45 |

## Classements et certifications
| Classement (1976-1977)                  | Meilleure position |
| --------------------------------------- | ------------------ |
| Belgique (Flandre Ultratop 50 Singles)  | 3                  |
| Belgique (Wallonie Ultratop 50 Singles) | 1                  |
| Europe (Europarade)                     | 5                  |
| France (SNEP)                           | 1                  |
| Pays-Bas (Nederlandse Top 40)           | 2                  |
| Pays-Bas (Single Top 100)               | 2                  |
| Québec (Palmarès francophone)           | 3                  |

| Classement (2011) | Meilleure position |
| ----------------- | ------------------ |
| France (SNEP)     | 48                 |

| Classement (1976) | Position |
| ----------------- | -------- |
| France (SNEP)     | 15       |

| Classement (1977)              | Position |
| ------------------------------ | -------- |
| Belgique (Flandre Ultratop)    | 32       |
| Pays-Bas (Nederlandse Top 40)  | 36       |
| Pays-Bas (Nationale Hitparade) | 32       |

### Certifications
| Pays          | Certification | Date | Ventes  |
| ------------- | ------------- | ---- | ------- |
| France (SNEP) | Or            | 1976 | 500 000 |

## Reprises et adaptations
Parmi les diverses reprises :
- Toto Cutugno, en 1990, apparaissant sur l'album de plus grands succès The Hit Collection de 2010 ;
- Alain Bernard en duo avec Lorie  (en cage), pour le concert Dans l'œil des Enfoirés, en 2011 ;
- Tina Arena en duo avec Gérard Lenorman, pour son album Duos de mes chansons, en 2011.